# Rafael Haider (Schauspieler)
Rafael Haider (* 25. März 1991 in Hall in Tirol) ist ein österreichischer Schauspieler und Musiker. Er lebt in Wien.

## Leben
Rafael Haider wurde als Sohn des Musikers Siggi Haider (* 1957) geboren und wuchs in Axams in Tirol auf.
2012/13 besuchte er am Tiroler Landeskonservatorium den Lehrgang Jazz und improvisierte Musik.
Ab 2000 war er in verschiedenen Kinderrollen am Tiroler Landestheater zu sehen, 2003 stand er erstmals bei den Tiroler Volksschauspielen in Telfs auf der Bühne. Ebenfalls 2003 war er neben Kurt Weinzierl und Pepi Pittl im ORF-Hörspiel Die Beichte von Felix Mitterer zu hören, das Hörspiel wurde 2003 mit dem ORF Hörspielpreis und 2004 mit dem Prix Italia ausgezeichnet. Die Musik dazu stammte von seinem Vater Siggi. 2008 spielte er am Tiroler Landestheater in The King and I die Rolle des Louis, 2009 verkörperte er den Siegfried in Die Nibelungen. 2014 stand er im Käfig voller Narren als Laurent bei den Tiroler Volksschauspielen Telfs auf der Bühne.
In Tatort: Sternschnuppe hatte er 2016 eine Hauptrolle und schrieb auch gemeinsam mit seinem Vater den Song Gone der im Film zu hören ist. In der Uraufführung des Jukebox-Musicals Santa Maria mit Liedern von Roland Kaiser im Wiener MuseumsQuartier verkörperte er im Juli 2017 die Rolle des Pepe, ebenso bei der Deutschland-Premiere im Deutschen Theater München im Oktober 2017. Im März 2019 feierte er am Renaissancetheater des Wiener Theaters der Jugend als Nicholas in Die Mitte der Welt Premiere.

## Filmografie (Auswahl)
- 2000: Tatort: Böses Blut (Fernsehreihe)
- 2002: Andreas Hofer – Die Freiheit des Adlers
- 2004: Die Heilerin (Fernsehfilm)
- 2006: Da wo das Glück beginnt (Fernsehfilm)
- 2006: Medicopter 117 – Jedes Leben zählt – Eisiges Gefängnis
- 2006: Da wo es noch Treue gibt (Fernsehfilm)
- 2007: Da wo die Freundschaft zählt (Fernsehfilm)
- 2007: Die Lawine (Fernsehfilm)
- 2009: Der Bergdoktor – Kinder (als Raffael Haider)
- 2010: Das zweite Wunder von Loch Ness
- 2012: Nur eine Nacht (Fernsehfilm)
- 2016: Tatort: Sternschnuppe (Fernsehreihe)
- 2017: SOKO Donau – Natalies Schweigen (Fernsehserie)
- 2017: WaPo Bodensee – Ausgerudert (Fernsehserie)
- 2017: Schnell ermittelt – Folgen Simon Gehbauer und Traian Voronin (Fernsehserie)
- 2017: SOKO Kitzbühel – Sport ist Mord (Fernsehserie)
- 2020: Vier Frauen und ein Todesfall – Schlafpatrone (Fernsehserie)
- 2024: What a Feeling (Kinofilm)

## Hörspiele (Auswahl)
- 2003: Die Beichte, ORF-Landesstudio Tirol, Regie: Martin Sailer
- 2007: Käsebrot mit Butter und Gurke, ORF
- 2009: Auszeit, ORF-Landesstudio Tirol, Regie: Martin Sailer
- 2014: In weiter Ferne geboren, ORF-Landesstudio Tirol, Regie: Martin Sailer